# César Cortés Vega
César Cortés Vega (Ciudad de México, 12 de mayo de 1976) es un escritor y artista multidisciplinario mexicano. Estudió diseño y artes visuales en la Facultad de Artes y Diseño de la Universidad Nacional Autónoma de México (UNAM), así como una especialización en literatura creativa en la Sociedad General de Escritores de México (SOGEM) y en la Facultad de Filosofía y Letras de la Universidad Nacional Autónoma de México (UNAM). Es maestro en artes, reconocido por sus experimentos sobre identidad, espacio y literatura. Ha colaborado en revistas como Fahrenheitº, Tierra Adentro, Complot, La Tempestad, Revista Zenda (España) y Revista Lento (Uruguay), entre otras.

## Biografía
Escritor y artista multidisciplinario mexicano. Estudió la Maestría en Artes Visuales en la Universidad Nacional Autónoma de México (UNAM) y la especialización en Creación Literaria y Escritura Creativa en la Sociedad General de Escritores de México (SOGEM). Coordina la editorial Cinocéfalo. Ha sido director editorial de distintos proyectos como Revista Telecápita, Ägora Speed, o Puntodata. Participó en el Grupo de Investigación en Arte y Entorno (GIAE) del Posgrado en Artes y Diseño de la UNAM.
Ha presentado obra visual en México, España (Centro de Cultura Contemporánea de Barcelona), Dinamarca (Bienal Metropolys Laboratory), Irlanda (National College of Art and Design), Japón (Tsubakihara group, Nagoya Artport) y Ecuador (Centro de Arte Contemporáneo de Quito). Algunas de sus exposiciones individuales han sido: Tlazolli: implementos de arqueología irregular (Galería El Molino, Casa Talavera); Geneaología de Lando Micco (Galería Studio Cerrillo); o Isolíneas (Galería Radio Educación).

## Obra publicada

### Ensayo
- Periferias y mentiras. Textos sobre arte, banalidad y cultura (2009) Ediciones del Ayuntamiento de Ecatepec[1]
- Poetas esclavos, máquinas soberanas (2016) Centro de Cultura Digital[2]
- Producción artística y crisis identitaria en el entorno electrónico (2017) CENIDIAP[3]
- Calibán no ha muerto (para una relectura de Roberto Fernández Retamar) (2018) Colores primarios, Asociación de Escritores de México[4]
- Dossier. Encuentros colaborativos (2019) FONCA[5]
- No tocar. Anotaciones sobre el riesgo posmexicano (2019) Ediciones Periféricas[6]
- Prologuito para una teoría del desvanecimiento [+ breve selección de autores invisibles] (2022) Sitio de Emergencia Editorial (SEED) / AEM[7]

### Novela
- Espejo-ojepse (2008) Consejo Nacional para la Cultura y las Artes / Puntodata[8]
- Abandona Silicia (2013) Amphibia Editorial[9]
- Tanuki y las ranas (2016) Librosampleados[10]

### Poesía
- Reven (2012) Generación Espontánea[11]
- Arx poética (2016) Ediciones Literal[12]

### En colaboración / Poesía
- Paraguas para remediar la soledad (1997) La Séptima Llave / Casul
- Siete de la poesía (1999) La Séptima Llave / Casul
- Ecos de la imagen (2008) Generación Espontánea
- Poesíacero (2008) Café Literario Editores
- Región de ruina: poesía: generación literaria Bi-100 (2008) Gobierno del Distrito Federal
- Cupido internauta (2009) Generación Espontánea
- Antología recital Chilango-Andaluz (2009) Ultramarina editorial
- Frontera corporal / Corporal borders. Antología de poesía de San Diego / San Diego poetry annual, 2012-13 (2013) CreateSpace Independent
- Lo poéticamente incorrecto. Antología de versos en homenaje a Leopoldo María Panero. (2014) Mi Cielo Ediciones
- Poets for Ayotzinapa / Bilingual anthology / Antología bilingüe. (2014) Mexico City Lit
- Constitución Poética de los Estados Unidos Mexicanos: una reescritura en el centenario constitucional (2017) Ediciones Literal
- La isla de los poetas. 25 años del Premio Navachiste. (2017) Fundación Navachiste
- Metal Box Poems (2022) Corazón de diablo y Ojo de Golondrina editores

### En colaboración / Cuento
- Historias mafufas de amores y desamores (2010) Edición Juan Sánchez Mejorada

### En colaboración / Ensayo
- Memorias del festival El vértigo de los aires. Poesía iberoamericana 2011 (2011) Asociación de Escritores de México
- Sur, sur, sur. Memoria del VII SITAC (2011) Patronato de Arte Contemporáneo (PAC)
- Espectrografías. Memorias e historia (2011) Museo Universitario de Arte Contemporáneo (MUAC)
- Enclave, poéticas experimentales (2015) FONCA / EBL Intersticios
- (G)local / Memoria (2016) Casa Talavera
- Estamos aquí_ (2016) Centro de Cultura Digital
- Memoria del VI Encuentro de Investigación y Documentación de Artes Visuales / Ampliando campos de producción / Prácticas y pragmáticas instituyentes (2017) CENIDIAP
- Practicar la inestabilidad. Diálogos y acercamientos desde la investigación artística (2018) Códice Suma Textual / Seminario Permanente de Investigación Artística (SPIA)
- Ensayos. Huertos narrativos (2019) Secretaría de Cultura de la Ciudad de México
- Todos cocinamos, todas comemos. Proyectos de arte colaborativo en el espacio público de la ciudad de México (2020) Ahuehuete
- La otra ciudad. Investigaciones y ensayos sobre la Ciudad de México a través del cine mexicano (2022) El Arco & la Flecha Editores

## Premios
- 1992: 1er lugar en el concurso de poesía "Acuérdate de Ayer", UNAM. (México)
- 2003: Programa Nacional de Educación Artística. Área Interdisciplina. CONACULTA-INBA-CENART (México)
- 2012: Premio Interamericano de Poesía Navachiste (México).
- 2017: Fomento a Proyectos y Coinversiones Culturales, FONCA (México)
- 2020: Patronato de Arte Contemporáneo para el "Fondo de apoyo PAC" (México)